# Provinsen Limburg (1815–1839)

Nederländerna åren 1815-1830, med Provinsen Limburg i grå-grön färg.

Provinsen Limburg (franska: Province de Limbourg, nederländska: Provincie Limburg) var en provins i Nederländerna från 1815, och i Belgien från 1830 till 1839. Genom  fördraget i London 1839 delades provinsen upp i en belgisk del, och i Hertigdömet Limburg.

### Fotnoter
1. ↑  ”Netherlands” (på engelska). World Statesmen. http://www.worldstatesmen.org/Netherlands.htm. Läst 11 maj 2014.